# Dicționarul explicativ al limbii române
Diccionarul explicativ al limbii române ("El diccionari explicatiu de la llengua romanesa", conegut per l'abreviatura DEX), és el diccionari més important de la llengua romanesa, publicat per l'Institut de Lingüística de l'Acadèmia Romanesa (Institutul de Lingvistică "Iorgu Iordan" - Al. Rosetti").
Es va editar per primera vegada el 1975. El 1988 es va publicar un suplement, anomenat DEX-S, que incloïa omissions de l'edició anterior. La segona edició es va publicar el 1996 i incloïa algunes definicions noves i els canvis ortogràfics del 1993. Aquesta edició té més de 65.000 entrades principals. La darrera edició es va publicar el 2016 i conté 67.000 entrades.